# Дубровки (Селижаровский район)
Дубро́вки — деревня в Селижаровском районе Тверской области. Входит в состав Селищенского сельского поселения.
Расположена в 14 километрах к юго-западу от районного центра Селижарово, на автодороге «Селижарово-Шуваево».

## Население
| 2008 | 2010 |
| ---- | ---- |
| 279  | ↘227 |

## История
В Списке населенных мест Тверской губернии на 1859 год в Осташковском уезде значатся владельческие деревни Большая Дубовка (33 двора, 221 житель) и Малая Дубовка (6 дворов, 34 жителя).
Во второй половине XIX — начале XX века обе деревни (Б. и М. Дубровка) относились к Сухошинскому приходу и волости Осташковского уезда. В 1889 году в них вместе 61 двор, 416 жителей.
К 1920 году здесь уже одна объединенная деревня с названием Дубровки, 101 двор, 536 жителей.
В 1940 году деревня Дубровки центр Волжанского сельсовета в составе Кировского района Калининской области.
В 1970-80-е годы Дубровки — центральная усадьба совхоза «Волжанский».
В 1997 году — 144 хозяйства, 283 жителя. Администрация Дубровского сельского округа, неполная средняя школа, ДК, медпункт.